# Mycobacillaria simplex
Mycobacillaria simplex är en svampart som beskrevs av Naumov 1915. Mycobacillaria simplex ingår i släktet Mycobacillaria, divisionen sporsäcksvampar och riket svampar.   Inga underarter finns listade i Catalogue of Life.